# Aliança Nacional Somali
Aliança Nacional Somali foi uma aliança política formada em junho de 1992 em Mogadíscio, Somália, com Mohamed Farrah Aidid como líder. Seus constituintes incluíam a facção dissidente Congresso Somali Unido de Aidid, o Movimento Patriótico Somali e outros grupos do sul. Como uma facção na Guerra Civil Somali, entre 2.000 e 4.000 militantes da Aliança Nacional Somali participaram na Batalha de Mogadíscio em outubro de 1993.
Depois da morte do senhor da guerra Aidid em 1996, seu filho, Hussein Mohamed Farah Aidid, assumiu a Aliança Nacional Somali. Esta acabou se tornando o núcleo do Conselho de Reconciliação e Restauração Somali formado em 2001.